# Joaquim Andrade
Pour les articles homonymes, voir Andrade.
Joaquim Andrade est un coureur cycliste portugais né le 14 juin 1945 à Travanca. 
Coureur très complet, bon sur tous les terrains, avec un palmarès très riche, il fut avec Fernando Mendes, un des principaux rivaux portugais de Joaquim Agostinho.
Son fils Joaquim Adrego est également cycliste professionnel entre 1989 et 2007.

## Palmarès sur route

### Par années
- 1965
  - 7e étape du Tour du Portugal
- 1967
  - 3e du Circuit de Malveira
- 1968
  - 2e du championnat du Portugal sur route
- 1969
  -  Champion du Portugal de la montagne
  - Tour du Portugal :
    - Classement général
    - 12eb et 18eb étapes (2 contre-la-montre)
- 1970
  -  Champion du Portugal de la montagne
  - 3ea étape du Grande Prémio Casal
  - 4eb étape du Tour du Portugal (contre-la-montre)
- 1971
  - Grande Prémio Fagor :
    - Classement général
    - 2eb, 8e et 11e étapes

  - Grande Prémio Nocal :
    - Classement général
    - 2eb et 7eb (contre-la-montre) étapes
- 1972
  -  Champion du Portugal de la montagne
  - 4e étape du Grand Prix du Midi libre
  - 2e de Lisbonne-Porto
  - 3e du championnat du Portugal sur route
- 1974
  - Grande Prémio Couto :
    - Classement général
    - 1reb étape

  - Prix Papeis Vouga
  - 4eb étape du Tour du Portugal
  - 3e du championnat du Portugal de la montagne
  - 3e du championnat du Portugal sur route
- 1975
  - 2e du championnat du Portugal de la montagne
- 1976
  - Prologue, 1reb, 2eb, 4eb et 10ea (contre-la-montre) étapes du Tour du Portugal
- 1977
  - 12e étape du Tour du Portugal (contre-la-montre)
  - 3e du Tour du Portugal
- 1978
  - Tour de l'Algarve
- 1979
  - 2e du Tour de l'Algarve
- 1982
  - 2ea étape du Grande Prémio Jornal de Notícias

### Résultats sur les grands tours

#### Tour de France
2 participations 
- 1972 : non-partant (1re étape)
- 1973 : 64e

#### Tour d'Espagne
2 participations 
- 1974 : 26e
- 1975 : 24e

## Palmarès sur piste
- 1969
  -  Champion du Portugal de poursuite
- 1972
  -  Champion du Portugal de poursuite
- 1973
  -  Champion du Portugal de poursuite
  -  Champion du Portugal de poursuite par équipes